# GIGN (série télévisée)
Pour les articles homonymes, voir GIGN.
Production
Diffusion
GIGN est une série télévisée française réalisée par Julien Leclercq d'après un scénario de Julien Leclercq, Sylvain Caron, Elsa Vasseur, Victor Lockwood et Léa Raud.
Cette fiction, annoncée lors du 26e Festival de la fiction de La Rochelle, est une coproduction de Labyrinthe films et Netflix.

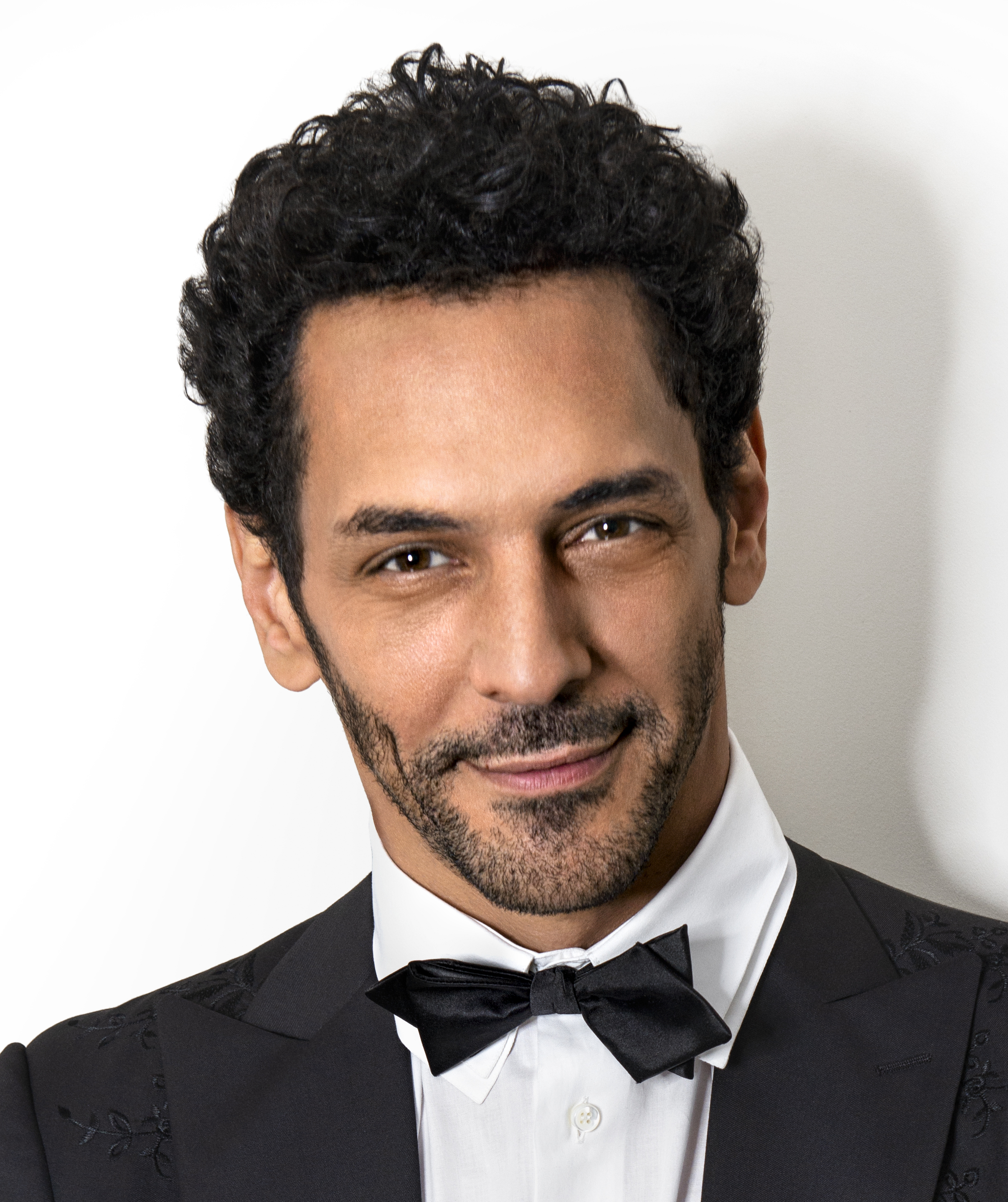
Tomer Sisley.

## Distribution
- Tomer Sisley :
- Guillaume Gouix :
- Nicolas Wanczycki : Alexis Mayard
- Philip Schurer : Victor

## Production

### Genèse et développement
Cette fiction, annoncée lors du 26e Festival de la fiction de La Rochelle, est une coproduction de Labyrinthe films et Netflix,.
La série est créée par Julien Leclercq et Sylvain Caron, écrite par Julien Leclercq, Sylvain Caron, Elsa Vasseur, Victor Lockwood et Léa Raud, et réalisée par Julien Leclercq,,,,.
En septembre 2024, le réalisateur Julien Leclercq annonce : « Après Braqueurs, nous sommes fiers avec Netflix de vous annoncer ma prochaine série : GIGN. 13 ans après la sortie du film L'Assaut, j'ai la chance de retrouver cette équipe totalement hors du commun. Nous rentrerons dans leur intimité. Et au plus proche de l'action. La série se fera avec le soutien du GIGN. ».
La production est assurée par Julien Leclercq et Julien Madon.

### Attribution des rôles
Le rôle principal est dévolu à Tomer Sisley,,,,.

### Tournage
Le tournage de la série se déroule du 28 février jusqu'au mois de juillet 2025 à Paris, à Versailles et en région Île-de-France, notamment dans le département de l'Essonne. 

### Fiche technique
Sauf indication contraire, les informations mentionnées dans cette section peuvent être confirmées par les bases de données cinématographiques  présentes dans la section « Liens externes ».
- Titre français : GIGN
- Genre : Drame, Thriller
- Création : Julien Leclercq et Sylvain Caron[3]
- Réalisation : Julien Leclercq[1],[3],[4],[5],[6],[7]
- Scénario : Julien Leclercq, Sylvain Caron, Elsa Vasseur, Victor Lockwood et Léa Raud[4]
- Photographie : Pierre-Yves Bastard
- Production : Julien Leclercq et Julien Madon[3],[5]
- Sociétés de production : Labyrinthe films et Netflix
- Sociétés de distribution : Netflix[3]
- Pays de production :  France
- Langue originale : français
- Format : couleur
- Nombre de saisons : 1
- Nombre d'épisodes :
- Durée :
- Dates de première diffusion :